# Saraswati vina

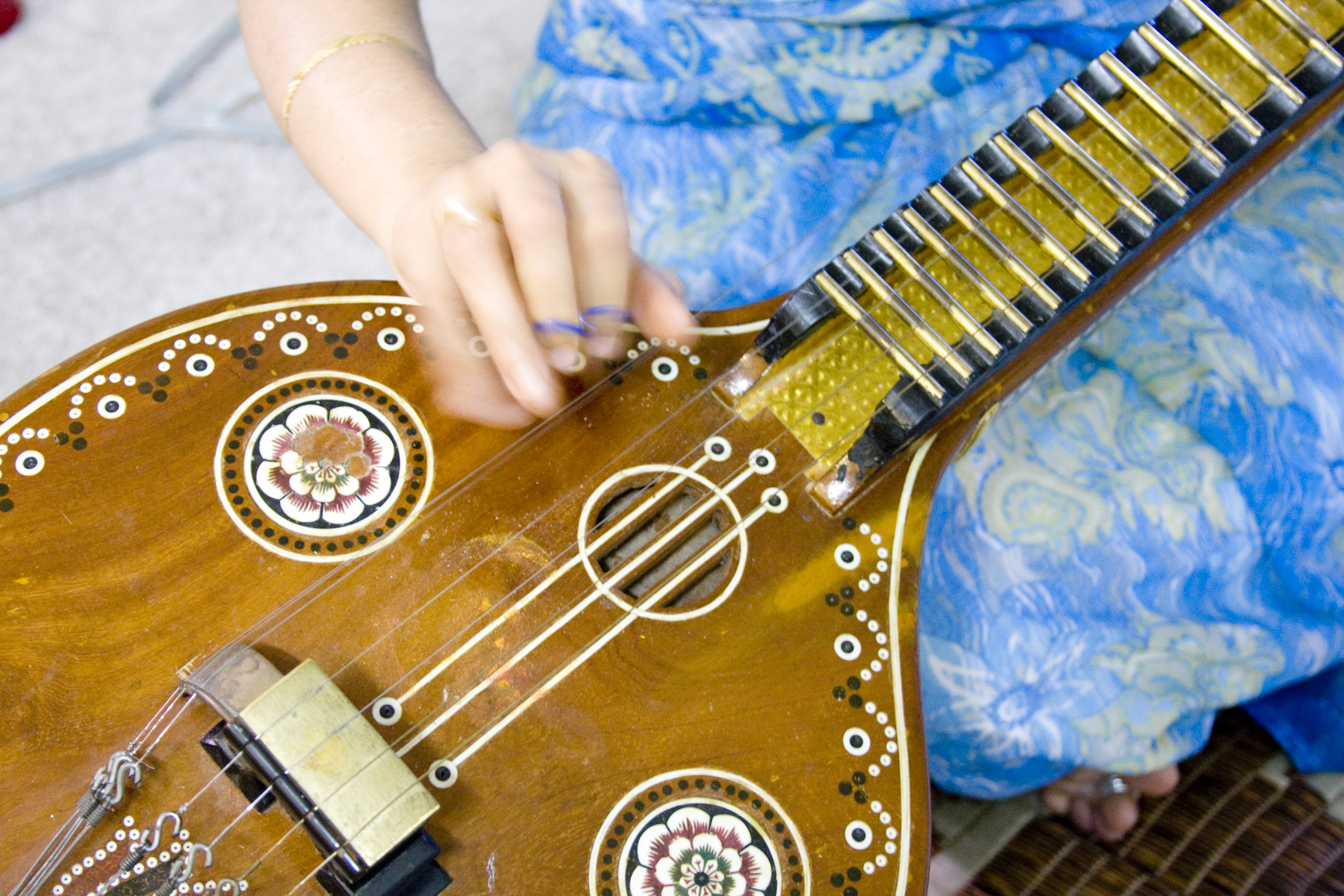
Mujer tocando una vina sárasuati.

La diosa Sarasvati tocando la vina.

La sárasuati vina es un instrumento de cuerda empleado en la música de India. Existen varios tipos de vina emparentados con el sitar, el cual forma parte de la familia del laúd.
Los diseños de las vinas han evolucionado por años, y han adquirido las más diversas formas. En nuestros días, el tipo más popular es el conocido como vina sárasuati. Posee 24 trastes. Tiene cuatro cuerdas principales que atraviesan todos los trastes y son pulsadas con las yemas de los dedos. Además cuenta con tres cuerdas auxiliares, las cuales pasan sobre un puente arqueado o son empleadas para la producción de acompañamiento rítmico.
Para tocar la vina, sus intérpretes deben sentarse con las piernas cruzadas y colocar el instrumento frente a ellos. La pequeña caja de resonancia debe descansar sobre la pierna izquierda, el brazo izquierdo debe pasar con la mano cruzada por debajo del brazo del instrumento, de modo que los dedos queden girados hacia arriba para pulsar las cuerdas. El cuerpo principal de la vina debe descansar sobre el piso, y es parcialmente soportado por el muslo derecho. La mano derecha del ejecutante puntea las cuerdas para producir melodías. La caja de resonancia puede estar hecha de una calabaza.
En la iconografía de la patrona hinduista de los aprendices de las artes, la diosa Sárasvati, casi siempre se la ve pulsando una vina.
Otras variaciones de la vina son las llamadas rudra, vichitra y gottuvadhyam —también llamada chitra—.

### Vídeos
- ITC.uci.edu (video sobre la vina).
- Video.Google.com (video sobre la rudra vina).
- Video.Google.com (vina Saraswati, al estilo Khayal)

- Datos: Q16155191
- Multimedia: Saraswati veena / Q16155191